# Вулиця Західна (Тернопіль)
Вулиця Західна — одна з вулиць міста Тернополя.

## Відомості
Розпочинається від вулиці Степана Будного, пролягає на південь та продовжується в селі Петриків. Дотична вулиця одна — правобічна — Далека.